# Associazione Calcio Carpi 1994-1995
Questa pagina raccoglie le informazioni riguardanti l'Associazione Calcio Carpi nelle competizioni ufficiali della stagione 1994-1995.

## Stagione
Nella stagione 1994-1995 il Carpi ha disputato il girone A del campionato di Serie C1, piazzandosi in undicesima posizione di classifica con 39 punti. Il torneo è stato vinto con 81 punti dal Bologna che è stato promosso direttamente in Serie B, la seconda promossa è stata la Pistoiese che ha vinto i playoff. Alla presidenza del Carpi, a Bruno Ronchi succede Alfredo Santini, che conferma il tecnico Gianni De Biasi, ritorna al Carpi il centrocampista Ivo Pulga, in attacco si punta sull'ariete Luigi Beghetto preso dal Bassano, che realizza dieci reti in stagione, in prestito dal Piacenza arriva il giovane fratello d'arte Simone Inzaghi che però a Carpi non lascia traccia. Il campionato dei biancorossi è di sofferenza, si chiude il girone di andata con solo 15 punti, anche l'inizio del ritorno non cambia la musica. Ma il meglio arriva nel finale del torneo, il 5 marzo si batte (2-0) il Modena nel derby del riscatto, che rovescia gli equilibri della rivalità più lunga e sentita, è la svolta, i biancorossi risalgono la classifica, vincono quattro delle ultime cinque partite, ed escono dalla palude playout, dove restano impantanati i canarini modenesi, che cedono alla Massese e retrocedono in Serie C2, saranno riammessi solo grazie alla rinuncia del Crevalcore. Nella Coppa Italia il Carpi supera nel primo turno il Brescello, nel secondo turno la Centese, nei sedicesimi il Lumezzane, poi negli ottavi sono estromessi dal Forlì.

## Rosa
| N. |                   | Ruolo | Calciatore                 |
| -- | ----------------- | ----- | -------------------------- |
|    | Italia (bandiera) | C     | Roberto Alberti Mazzaferro |
|    | Italia (bandiera) | D     | Gian Elia Amoretti         |
|    | Italia (bandiera) | A     | Luigi Beghetto             |
|    | Italia (bandiera) | C     | Tommy Beltrame             |
|    | Italia (bandiera) | D     | Roberto Chiti              |
|    | Italia (bandiera) | C     | Stefano Cognigni           |
|    | Italia (bandiera) | A     | Roberto Corradi            |
|    | Italia (bandiera) | C     | Andrea Di Salvatore        |
|    | Italia (bandiera) | D     | Francesco Frascella        |
|    | Italia (bandiera) | P     | Giorgio Frezzolini         |
|    | Italia (bandiera) | A     | Simone Inzaghi             |
|    | Italia (bandiera) | D     | Fabio Leonardi             |
|    | Italia (bandiera) | A     | Federico Lunardon          |
|    | Italia (bandiera) | D     | Simone Mazzocchi           |

| N. |                   | Ruolo | Calciatore          |
| -- | ----------------- | ----- | ------------------- |
|    | Italia (bandiera) | D     | Francesco Miccoli   |
|    | Italia (bandiera) | D     | Paolo Mozzini       |
|    | Italia (bandiera) | A     | Claudio Nitti       |
|    | Italia (bandiera) | P     | Daniele Paltrinieri |
|    | Italia (bandiera) | C     | Giacomo Panichi     |
|    | Italia (bandiera) | P     | Armando Pantanelli  |
|    | Italia (bandiera) | A     | Giovanni Picasso    |
|    | Italia (bandiera) | A     | Stefano Protti      |
|    | Italia (bandiera) | C     | Ivo Pulga           |
|    | Italia (bandiera) | D     | Ugo Sarracino       |
|    | Italia (bandiera) | P     | Salvatore Soviero   |
|    | Italia (bandiera) | C     | Antonio Terracciano |
|    | Italia (bandiera) | A     | Massimo Tramontano  |
|    | Italia (bandiera) | C     | Enrico Turcheschi   |

## Risultati

### Campionato

#### Girone di andata
| Arbitro: | Genovese (Avellino) |

|               |           |                |
| Terzaroli 65’ | Marcatori | 89’ Turcheschi |

| Arbitro: | Alvino (Salerno) |

|                           |           |                                  |
| Picasso 31’ Sarracino 70’ | Marcatori | 45’ (rig.) Di Gioia 52’ Crucitti |

| Arbitro: | Sputore (Vasto) |

|                           |           |           |
| Nervo 6’, 57’ Bergamo 20’ | Marcatori | 30’ Nitti |

| Arbitro: | Cardella (Torre del Greco) |

|  |           |           |
|  | Marcatori | 48’ Zauli |

| Arbitro: | Ruggiero (Nocera Inferiore) |

|                        |           |                           |
| Nitti 59’ Lunardon 77’ | Marcatori | 50’ Pietranera 71’ Pagani |

| Arbitro: | Rossi (Ciampino) |

|            |           |  |
| Mobili 17’ | Marcatori |  |

| Arbitro: | Bizzotto (Castelfranco Veneto) |

|              |           |            |
| Lunardon 81’ | Marcatori | 13’ Zanini |

| Arbitro: | Corda (Cagliari) |

|                                           |           |  |
| G. Carbone 22’ Dossi 80’ A. Filippini 86’ | Marcatori |  |

| Arbitro: | Gambino (Barletta) |

|                            |           |              |
| Picasso 25’ Tramontano 33’ | Marcatori | 81’ Colacone |

| Arbitro: | Tullio (Avezzano) |

|                |           |  |
| Ferraresso 60’ | Marcatori |  |

| Arbitro: | Manganelli (Milano) |

|                                            |           |  |
| Zamuner 70’ Martorella 73’ G. Bizzarri 79’ | Marcatori |  |

| Arbitro: | Baglioni (Prato) |

|                          |           |  |
| Beghetto 36’ (rig.), 81’ | Marcatori |  |

| Arbitro: | Sciamanna (Ascoli Piceno) |

|                      |           |                  |
| Frascella 35’ (aut.) | Marcatori | 4’, 90’ Beghetto |

| Arbitro: | Gregoroni (Napoli) |

|  |           |                                             |
|  | Marcatori | 66’ (rig.) Guerzoni 85’ Delpiano 91’ Radice |

| Massa 11 dicembre 1994 15ª giornata | Massese                | 0 – 0 | Carpi | Stadio degli Oliveti\| Arbitro: \| Alario (Civitavecchia) \| |
| Arbitro:                            | Alario (Civitavecchia) |       |       |                                                              |

| Arbitro: | L. Branzoni (Pavia) |

|                     |           |                 |
| Beghetto 24’ (rig.) | Marcatori | 70’ (rig.) Zian |

| Arbitro: | Ayroldi (Molfetta) |

|                      |           |              |
| Mascheretti 18’, 75’ | Marcatori | 85’ Beghetto |

#### Girone di ritorno
| Arbitro: | Alban (Bassano del Grappa) |

|            |           |  |
| Picasso 2’ | Marcatori |  |

| Sesto San Giovanni 22 gennaio 1995 19ª giornata | Pro Sesto        | 0 – 0 | Carpi | Stadio Ernesto Breda\| Arbitro: \| Santoruvo (Bari) \| |
| Arbitro:                                        | Santoruvo (Bari) |       |       |                                                        |

| Arbitro: | Preschern (Mestre) |

|  |           |                             |
|  | Marcatori | 45’ Marsan 57’ G. Bresciani |

| Arbitro: | Guiducci (Arezzo) |

|            |           |  |
| Fabris 35’ | Marcatori |  |

| Arbitro: | Ingenito (Nocera Inferiore) |

|                          |           |              |
| Ferronato 1’ Monelli 12’ | Marcatori | 45’ Beghetto |

| Arbitro: | Piretti (Ravenna) |

|                                   |           |  |
| Beghetto 45’ Valentini 90’ (aut.) | Marcatori |  |

| Pistoia 12 marzo 1995 24ª giornata | Pistoiese        | 0 – 0 | Carpi | Stadio Comunale\| Arbitro: \| Paparesta (Bari) \| |
| Arbitro:                           | Paparesta (Bari) |       |       |                                                   |

| Carpi 19 marzo 1995 25ª giornata | Carpi             | 0 – 0 | Ospitaletto | Stadio Sandro Cabassi\| Arbitro: \| Innocente (Udine) \| |
| Arbitro:                         | Innocente (Udine) |       |             |                                                          |

| Arbitro: | D'Errico (Frattamaggiore) |

|              |           |              |
| Bruzzano 35’ | Marcatori | 56’ Lunardon |

| Carpi 2 aprile 1995 27ª giornata | Carpi              | 0 – 0 | Leffe | Stadio Sandro Cabassi\| Arbitro: \| Tripaldi (Potenza) \| |
| Arbitro:                         | Tripaldi (Potenza) |       |       |                                                           |

| Arbitro: | Acronzio (Teramo) |

|              |           |                      |
| Beltrame 31’ | Marcatori | 42’ (aut.) Frascella |

| Arbitro: | Preschern (Mestre) |

|                                                      |           |                 |
| Clementi 13’, 28’ Chiti 82’ (aut.) A. Mazzaferro 91’ | Marcatori | 84’ Terracciano |

| Arbitro: | Mandolito (Cosenza) |

|                                       |           |               |
| Leonardi 2’ Beltrame 10’ Lunardon 82’ | Marcatori | 89’ Maccarini |

| Arbitro: | Strocchia (Nola) |

|                          |           |  |
| Guerzoni 67’ Giorgio 78’ | Marcatori |  |

| Arbitro: | Dagnello (Trieste) |

|                                            |           |  |
| Beltrame 24’ Pulga 31’ Beghetto 42’ (rig.) | Marcatori |  |

| Arbitro: | Gambino (Barletta) |

|                 |           |                           |
| Zian 29’ (rig.) | Marcatori | 25’ Lunardon 75’ Beltrame |

| Arbitro: | Sciamanna (Ascoli Piceno) |

|              |           |  |
| Lunardon 63’ | Marcatori |  |

## Coppa Italia
| Brescello 21 agosto 1994 1º turno - Andata | Brescello              | 0 – 0 | Carpi | Stadio Giovanni Morelli\| Arbitro: \| Silvestrini (Macerata) \| |
| Arbitro:                                   | Silvestrini (Macerata) |       |       |                                                                 |

| Arbitro: | Preschern (Mestre) |

|                            |           |              |
| Alberti 70’ Turcheschi 84’ | Marcatori | 66’ Franzini |

| Arbitro: | Cossero (Udine) |

|              |           |  |
| M. Righi 42’ | Marcatori |  |

| Arbitro: | Cito (Nichelino) |

|                                             |           |  |
| Turcheschi 33’ Lunardon 66’ Terracciano 77’ | Marcatori |  |

| Arbitro: | Rosetti (Torino) |

|                   |           |             |
| Mozzini 8’ (aut.) | Marcatori | 28’ Picasso |

| Arbitro: | Galigani (Perugia) |

|                           |           |           |
| Lunardon 22’ Beghetto 60’ | Marcatori | 67’ Zanin |

| Arbitro: | Castellani (Verona) |

|              |           |  |
| Salvetti 42’ | Marcatori |  |

| Carpi 8 febbraio 1995 Ottavi - Ritorno | Carpi            | 0 – 0 | Forlì | Stadio Sandro Cabassi\| Arbitro: \| Bertini (Arezzo) \| |
| Arbitro:                               | Bertini (Arezzo) |       |       |                                                         |